# Ingegneria dell'automazione

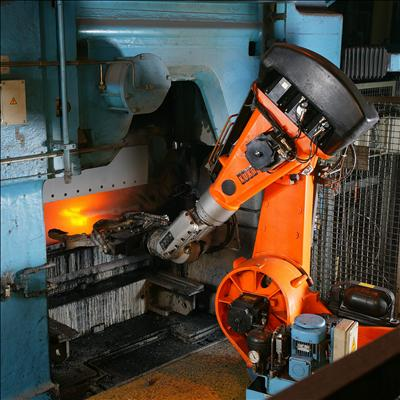
Esempio di robot per l'automazione industriale

L'ingegneria dell'automazione (o del controllo) è un ramo dell'ingegneria dell'informazione che si occupa principalmente della modellazione, simulazione e controllo di sistemi. 
Avendo un vasto campo di lavoro, l'ingegnere specializzato in questa materia deve avere ampie conoscenze in tutti i settori dell'ingegneria, e una visione di insieme delle leggi fisiche.

## Descrizione
Ad esempio, la robotica, applicazione tipica di questo ramo dell'ingegneria, si occupa del controllo di quegli apparati automatici che riproducono il lavoro umano. Altre applicazioni dell'ingegneria dell'automazione riguardano gli azionamenti elettrici, le smart grids, il controllo di processi chimici, gli impianti manifatturieri, i sistemi elettronici di miglioramento delle prestazioni o della sicurezza a bordo dei veicoli (come ABS ed ESC) e la domotica.

### Obiettivi
1. Far sì che le macchine possano svolgere in autonomia lavori ripetitivi
2. Sviluppare macchine che possano compiere operazioni che un operatore umano non potrebbe compiere perché richiedono troppa potenza, precisione o velocità.
3. Sviluppare macchine che possono lavorare in ambienti che sono ostili o pericolosi per l'uomo

## Storia
Nel passato i primi esempi di sistemi di controllo automatico riguardano la realizzazione, quindi il controllo, di orologi e dispositivi per orientare automaticamente i mulini a vento. L'automazione ha avuto un grande sviluppo con la rivoluzione industriale dell'Ottocento con l'introduzione dei telai automatici, delle macchine a vapore: uno dei primi esempi di regolatore industriale è il regolatore di Watt.
James Clerk Maxwell ne analizzò  il funzionamento  e pubblicò  nel 1868 uno studio intitolato "On governors" che si può considerare uno dei primissimi articoli scientifici di controllo automatico. In questo articolo Maxwell dice: 
"Il regolatore è una parte della macchina attraverso la quale la velocità della macchina stessa è mantenuta costante a dispetto di variazioni della potenza erogata o della resistenza (al moto)".
La parola "automazione" (nella forma inglese automation) è stata coniata negli Stati Uniti nel 1948 per designare alcuni procedimenti allora molto avanzati introdotti (particolarmente nell'industria automobilistica) e si è da  allora largamente diffusa con il significato di impiego di macchine per far andare altre macchine. Con l'automazione si persegue l'obiettivo di controllare la potenza generata dalle macchine. Oggi, grazie alla miniaturizzazione e al basso costo dei calcolatori, il ricorso all'automatizzazione è sempre più elevato: si va dai termostati per regolare la temperatura delle abitazioni, ai sistemi che ci aiutano nella guida, all'hardware che permette la vita digitale.